# Американски институт за медицинско и биологично инженерство
Американският институт за медицинско и биологично инженерство  със седалище във Вашингтон, САЩ е академична организация обхващаща около 50 хиляди члена, предимно инженери по биомедицина от САЩ и Канада. От тях, 2000 члена имат титлата „Fellow“, равносилна по престиж и по процедура на получаване на титлата академик и присъждаща се на състезателен принцип на учени, обогатили науката с особено значими постижения, създали школа в научното си направление и получили широко признание и известност. Организацията е част от Националната Академия на Науките на САЩ , в централната сграда на която  се поднасят официално титлите „Fellow“ на успешно преминалите процеса на академична селекция от специално избран за това колеж. Американският Институт за Медицинско и Биологично Инженерство участва активно в определянето на политиките в областта на медицинските науки и технологии в Конгреса и Сената на САЩ .